# Godalming
Godalming – miasto w Wielkiej Brytanii, w Anglii, w hrabstwie Surrey.  
Jest to od wieków miasto targowe, rozłożone nad brzegami rzeki Wey w pagórkowatej, gęsto zalesionej otulinie Londynu (oddalone ok. 49 km). Stoi tu stary murowany kościół. W mieście działa od XVII wieku szkoła Charterhouse, z siedzibą w zespole poklasztornym. Do szkoły tej uczęszczali członkowie-założyciele grupy rockowej Genesis. 
W mieście ma swą siedzibę klub piłkarski - Godalming Town F.C.

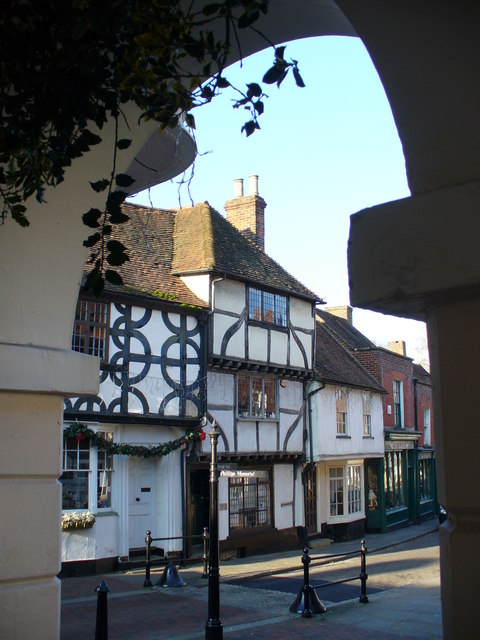
ulica Kościelna - stary dom szachulcowy
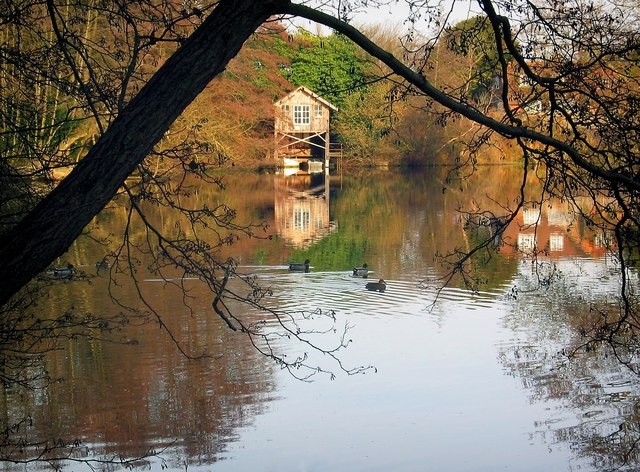
Domek na wodzie w Winkworth Arboretum
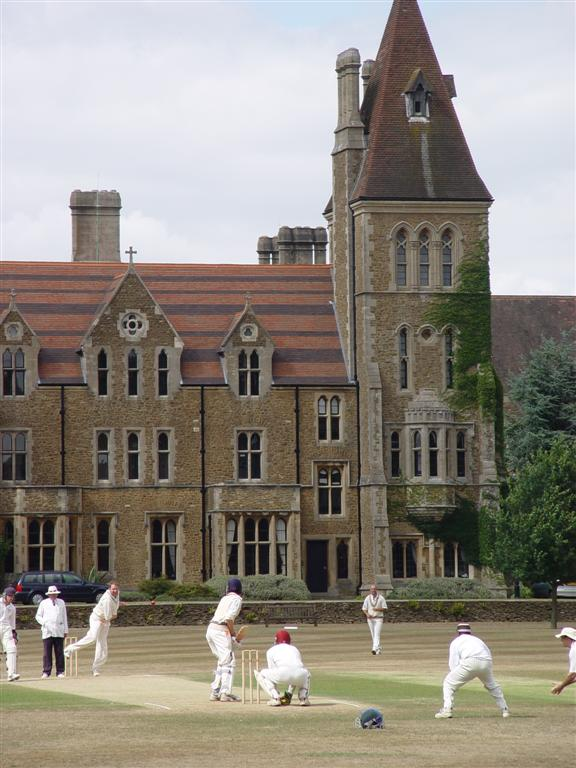
szkoła Charterhouse
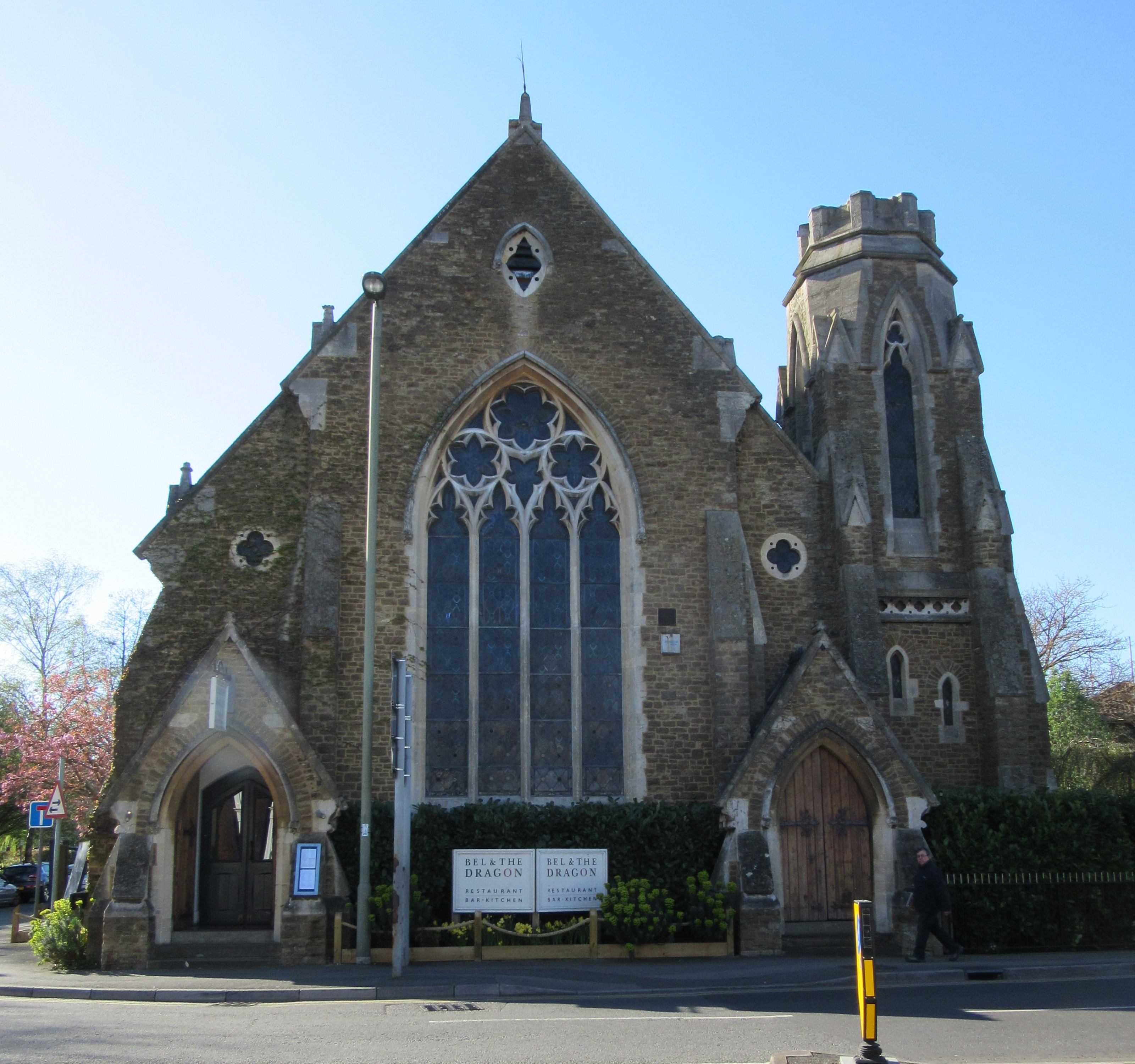
Kościół Farny na ulicy Mostowej

## Miasta partnerskie
- Mayen
- Joigny